# Alfred Wittersheim
Alfred Wittersheim, né le 16 mai 1825 à Paris et mort le 11 août 1881 dans sa ville natale, est un imprimeur français.
Breveté en 1856, il fut l'imprimeur du Journal officiel de la République française (initialement intitulé Journal officiel de l'Empire français) de 1869 à 1880.

## Biographie
Petit-fils de Samuel Wittersheim (d) (1760-1831), grand-rabbin de Metz depuis 1821, Alfred est le fils de Joséphine Buffet et d'Aaron Wittersheim, dit Arnould Wittersheim (d) (1797-1871). Alfred a un frère, Edmond, né en 1829, et une sœur, Estelle-Joséphine, née en 1834, mère d'Henry Poidatz.
Établi au no 8 de la rue de Montmorency depuis 1831, Arnould Wittersheim transmet son brevet d'imprimeur à son fils Alfred le 19 juillet 1856.

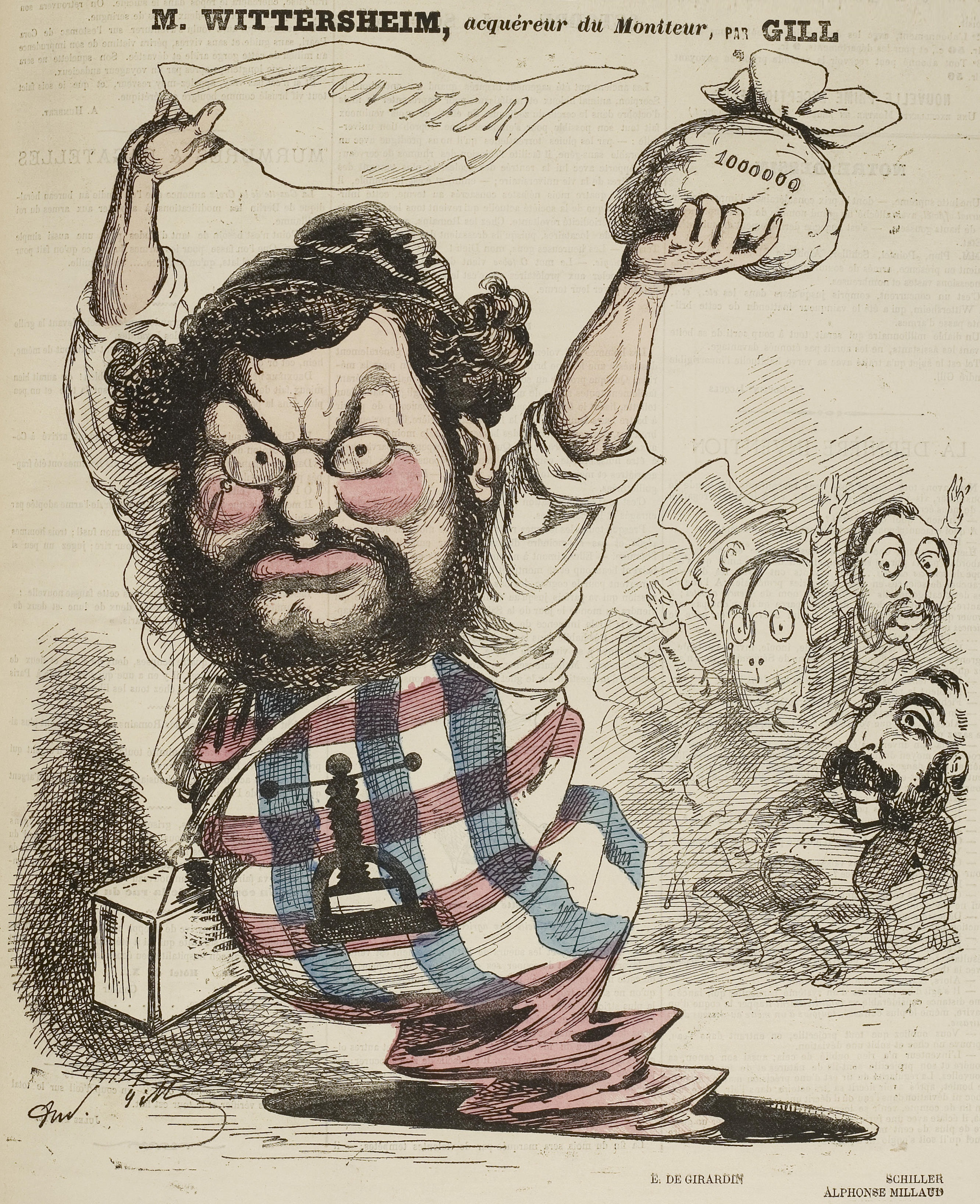
Caricature de Wittersheim par Gill (L'Éclipse, 11 octobre 1868)

En 1868, le rôle de journal officiel est encore assuré par Le Moniteur universel, alors dirigé par Paul Dalloz, copropriétaire du titre aux côtés d'Ernest Panckoucke. Or, le traité signé entre la société du Moniteur et l’État, peu avantageux pour ce dernier, doit expirer le 1er janvier 1869. Par conséquent, le ministre d’État Eugène Rouher lance un nouvel appel d'offres pour l'exploitation, jusqu'au 31 décembre 1880, des deux éditions du journal officiel. L'adjudication publique, au rabais et sur soumissions cachetées, a lieu le 24 septembre 1868. Quatre imprimeurs sont candidats et remplissent les conditions exigées : Charles Schiller (d), Alfred Wittersheim, Edmond Pointel (d) et Henri Plon, ces deux derniers faisant figure de favoris aux yeux des observateurs,. C'est cependant Wittersheim, appuyé par de riches associés, qui remporte le marché après avoir soumis la proposition la plus intéressante en ce qui concerne le nombre d'exemplaires gratuits distribués dans les communes.

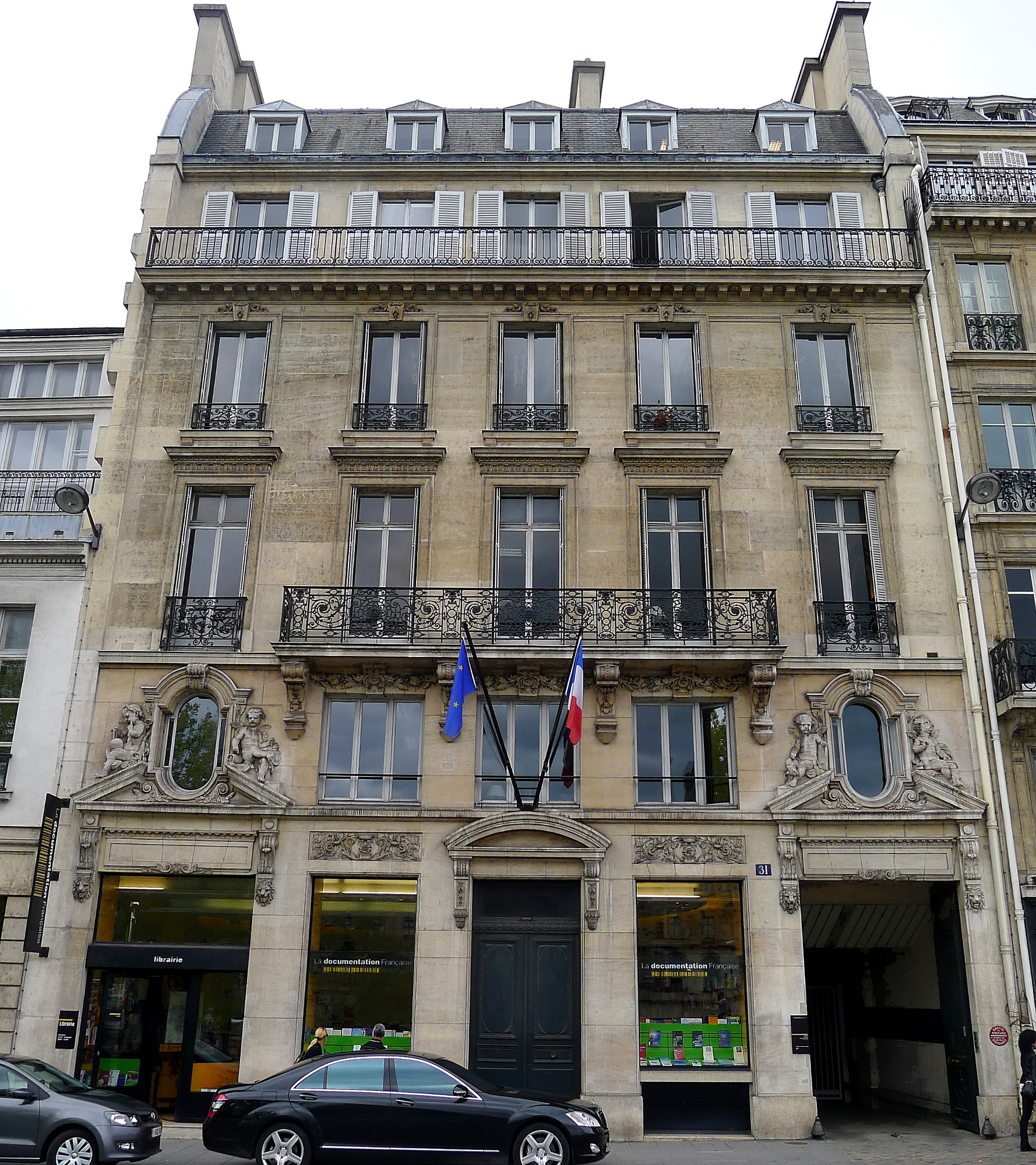
Anciens locaux du Journal officiel (aujourd'hui occupés par La Documentation française), no 31 quai Voltaire.

Le nouveau journal doit s'intituler Moniteur officiel de l'Empire français selon un décret du 16 novembre 1868. Cette décision est cependant attaquée par les propriétaires du Moniteur universel, qui obtiennent gain de cause devant le tribunal de commerce. Par conséquent, un nouveau décret, daté du 30 décembre, donne le titre de Journal officiel de l'Empire français au journal dont Wittersheim est l'imprimeur-gérant. Ce dernier a fait construire de nouveaux bâtiments au no 31 du quai Voltaire, afin d'abriter les bureaux et les presses du nouveau JO non loin des chambres et des ministères.
Après la Guerre franco-allemande de 1870 et la chute de l'Empire, le Journal officiel continue à être imprimé par Wittersheim, malgré les démarches de Plon et le lobbying de Gustave Claudin en faveur de Dalloz. Le 19 mars 1871, les Communards s'emparent des bâtiments du quai Voltaire afin d'imprimer leur propre JO. Le vrai JO est donc transféré à Versailles, rue des Réservoirs (cour de Maroc), où il est imprimé jusqu'au 7 juin.

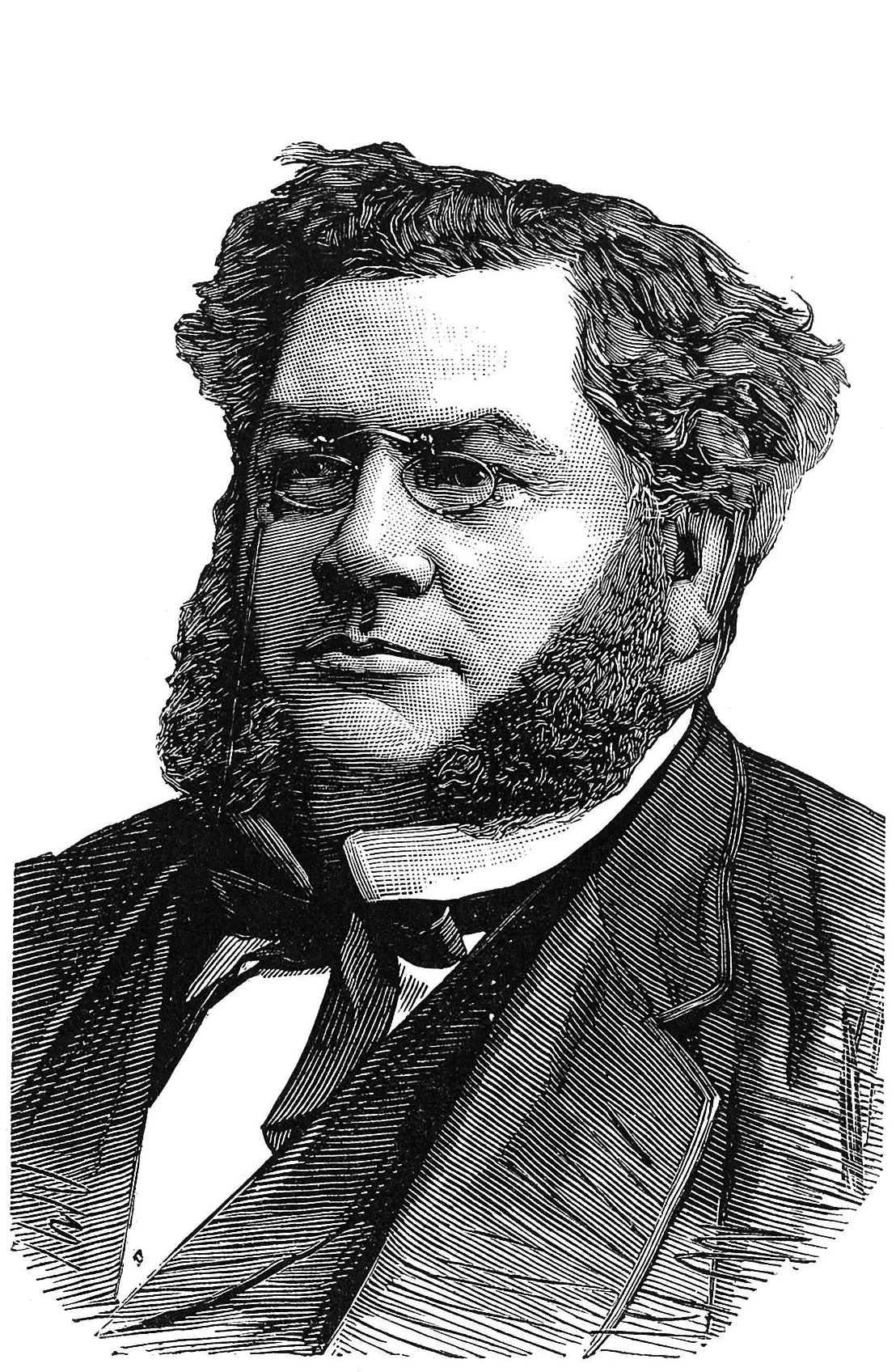
Portrait de Wittersheim d'après une photographie de Nadar.

En 1880, l’État décide de reprendre en régie l'impression du Journal officiel à l'issue du contrat signé avec Wittersheim et arrivant à échéance le 31 décembre. L'Imprimerie nationale n'étant pas équipée pour assurer ce travail, l’État achète les locaux et le matériel de la société Alfred Wittersheim et Cie pour 1 700 000 francs,.
Marié depuis 1857 à Émilie-Louise-Eudoxie Blondel (1833-1920), fille du peintre Merry-Joseph Blondel, Alfred Wittersheim est le père de quatre enfants, deux filles et deux garçons.
Le 11 août 1881, Alfred Wittersheim succombe brusquement à une grave attaque de goutte à son domicile du no 32 de la rue du Faubourg-Poissonnière. Après une cérémonie en l'église Saint-Eugène, il est transporté à Chatou pour y être inhumé dans un caveau familial.